# Dobrygość
Dobrygość – osada leśna w Polsce położona w województwie wielkopolskim, w powiecie kępińskim, w gminie Łęka Opatowska.
W latach 1975–1998 miejscowość administracyjnie należała do województwa kaliskiego.